# Timothy Rhea
Timothy B. Rhea (18 juni 1967) is een Amerikaans componist, muziekpedagoog en dirigent. 

## Levensloop
Rhea kreeg zijn basisopleiding aan de High School in De Kalb (Texas). Hij studeerde muziekopleiding en orkestdirectie bij Eldon A. Janzen aan de Universiteit van Arkansas te Fayetteville (Arkansas). Aldaar behaalde hij zijn Bachelor of Music. Vervolgens studeerde hij HaFa-directie bij James Sudduth aan de Texas Tech University in Lubbock en behaalde daar zijn Master of Music. In deze tijd was hij assistent-dirigent van de University Symphonic Band en assistent-dirigent en arrangeur van de Texas Tech University Marching Band, waar hij met Keith Bearden samenwerkte. Zijn studies voltooide hij aan de Universiteit van Houston in Houston met de promotie tot Ph.D. (Philosophiæ Doctor) in mei 1999.
Sinds 1995 is hij dirigent van het Texas A&M Wind Symphony Orchestra in College Station (Texas). Met dit orkest verzorgde hij concerten tijdens de conferenties van de Texas Music Educators Association, de College Band Directors National Association en de American Bandmasters Association, maar ook in de Meyerson Symphony Center in Dallas en in de 
Wortham Theater Center in Houston. In 1999, 2001 en 2004 was hij met het harmonieorkest op concertreizen door Europa (Ierland, Engeland, Oostenrijk en Duitsland). 
Naast het universiteitsblaasorkest dirigeert hij het harmonieorkest Fightin' Texas Aggie Band. 
In juli 1999 werd hij door de broederschap Phi Beta Mu met de Outstanding Young Bandmaster of the Year Award en in december 2000 met de President’s Meritorious Service Award van de Texas A&M University onderscheiden. Hij is bestuurslid van de National Band Association (NBA) en verder lid in de Texas Music Educators Association; Texas Bandmasters Association; College Band Directors National Association; World Association of Symphonic Bands & Wind Ensembles (WASBE) en de American Society of Composers, Authors and Publishers (ASCAP). 
Naast zijn werkzaamheden als dirigent is hij ook als componist en arrangeur bezig.

## Composities

### Werken voor harmonieorkest
- 1997 Capitan Majesty - A Celebration Hymn for Symphonic Band
- 1997 Divertimento for Wind Symphony
  1. Fanfare
  2. Song
  3. Dance
- 1997 Symphonic Circus March
- 2004 Friday Night Lights
- Boogie and Beethoven
- Centennial Celebration March
- Hymn and Hallelujah
- Hymn Variants
- Irish Tunes & Reel
- It is well with my Soul
- Old German Melody 1815
- PHFFT! You were gone!
- Spanish Dance Reflections
- Spirit of Excellence, mars
- Tascosa Sketches
- Three Symphonic Warm-Up Chorales
- Via Dolorosa